# Suècia al Festival de la Cançó d'Eurovisió
Suècia ha participat en el Festival de la Cançó d'Eurovisió des del seu debut en 1958. Ha guanyat el concurs en sis ocasions, entre les quals és recordada especialment la de l'any 1974 amb la cançó més famosa del festival, «Waterloo» del grup ABBA. Gràcies a l'èxit de la seva participació, es van convertir en un dels grups més famosos a nivell mundial, a més de donar així a conèixer el seu país. En els aniversaris 50 i 60 del festival, el grup va ser escollit per televot com el millor representant en la història del festival.
És el país amb més victòries, empatat amb Irlanda, amb un total de set. Suècia és considerat el país més reeixit de la història del Festival, com així ho acrediten, a més de les victòries, una segona posició, sis terceres posicions, 25 aparicions en el TOP-5 i 41 en el TOP-10. Així mateix, va ser el primer país a guanyar dues semifinals consecutives (2011 i 2012). D'altra banda, només han quedat en l'últim lloc dues vegades.
El Festival de la Cançó d'Eurovisió ve precedit a Suècia pel Melodifestivalen, celebrat en diferents ciutats del país on es presenten nombroses candidatures a representar Suècia al festival. La seva gran final, gairebé sempre celebrada a Estocolm, és l'esdeveniment musical anual més important per als suecs; gràcies a això, les participacions de Suècia han estat sempre flamants i les seves cançons són molt conegudes a nivell internacional, sobretot a la resta de països nòrdics. Si bé és cert que Suècia des del 2006 no vingué recollint èxits, la situació va canviar amb el tercer lloc d'Eric Saade i el seu tema Popular en 2011 (que va guanyar la semifinal) i la primera victòria de Loreen el 2012 amb Euphoria.
A banda del grup musical ABBA, una de les cantants sueques més conegudes a nivell d'Eurovisió i d'Europa és Carola, guanyadora d'una edició de les tres en les quals ha participat en Eurovisió, el seu currículum al festival és excel·lent; 3a el 1983, amb la cançó més votada al Melodifestivalen i reconeguda com la millor cançó que ha passat per ell; 1a el 1991 (empatada en punts amb França, però guanyadora per tenir major quantitat de 10 punts) i 5a en 2006 amb «Invencible». Carola va intentar participar de nou en Eurovisió l'any 2008, en un duo amb el cantant Andreas Johnson, un dels cantants suecs més coneguts en l'actualitat. No obstant això, no van aconseguir arribar a la final del Melodifestivalen. Alguns dels altres artistes conegudes que han participat en el festival són Jan Johansen, The Ark, Lena Philipsson, Tommy Nilsson, Afro-dite i Forbes.
Altres grans artistes són Charlotte Perrelli (guanyadora d'Eurovisió 1999 i 18a en Eurovisió 2008); l'asterisc que ve en la seva secció és a causa que aquesta cançó va ser la salvada pel jurat, si no, no hagués participat a la final per tenir menys punts que l'Antiga República Iugoslava de Macedònia (actual Macedònia del Nord) i Bulgària (10a i 11a, respectivament). Charlotte i la seva cançó «Hero» era una de les clares favorites per guanyar el festival del 2008 celebrat a Belgrad, igual que Rússia (la guanyadora finalment), Sèrbia, Armènia, Suïssa i Ucraïna, decidida tant per les cases d'apostes com per pàgines web d'eurofans, encara que finalment va ocupar un divuitè lloc empatat en punts amb França.
En 2010, es van quedar a les portes de la final en acabar en 11è lloc de la seva semifinal corresponent amb la candidatura d'Anna Bergendahl i «This is my life». Aquella va ser la primera i, fins ara, única vegada que Suècia no ha avançat a la final des de la introducció del sistema de semifinals. No obstant això, a l'any següent el país va començar a veure millors resultats amb el pas de les edicions, amb Eric Saade, qui va quedar en el primer lloc de la seva semifinal i tercer de la gran final amb 185 punts, el qual va ser el millor resultat de Suècia dels últims 12 anys des de la victòria de Charlotte Nilsson en 1999. A Bakú 2012, Loreen, després de ser líder de totes les apostes des que resultés guanyadora al Melodifestivalen, aconseguí el triomf amb la cançó «Euphoria», que va rebre 372 punts (va marcar un nou rècord de 18 puntuacions màximes), i va donar a Suècia la seva cinquena victòria. Com a amfitrions en 2013, es van situar al lloc 14è amb Robin Stjernberg i «You». No obstant això, en 2014, Sanna Nielsen va aconseguir amb «Undo» el tercer lloc amb 218 punts en la gran final.
En 2015, arribaria a Viena, després d'una renyida campanya, la sisena victòria en Eurovisió per a Suècia, amb el tema «Heroes», que va aconseguir 365 punts (la tercera major puntuació al festival i major en una semifinal amb 217), interpretat per Måns Zelmerlöw. Això va significar que el país escandinau acolliria el festival del següent any i, a més, va ser el lapse de temps no consecutiu més curt en què un país guanya després d'imposar-se al festival de 2012. En 2016, com a amfitrió a Estocolm, després d'un dur festival en què va partir entre els favorits, aconseguiria el 5è lloc amb Frans i «If I Were Sorry» gràcies als 261 punts aconseguits entre el nou sistema de votació de Televot-Jurat per separat, de manera que va quedar per tercer any consecutiu en el top 5. Un any després, Robin Bengtsson i el seu tema «I can't go on» van atorgar Suècia una 5a posició amb 344 punts, mentre que Benjamin Ingrosso, amb «Dance You Off», va aconseguir una 7a posició amb 274 punts el 2018. 5è va quedar John Lundvik un any més tard a Tel-Aviv amb «Too late for love» (334 punts). Després de ser la favorita en les cases d'apostes des de l'anunci de la seva participació en el Melodifestivalen, Loreen va aconseguir tornar a representar Suècia el 2023, i va portar el país a una setena victòria. A més a més, va fer història, sent la segona persona i primera dona en guanyar el festival dos cops.

## Participacions
Llegenda
| Any                         | Seu         | Artista                          | Cançó                                 | Final                | Punts                | Semifinal                 | Punts                     |
| --------------------------- | ----------- | -------------------------------- | ------------------------------------- | -------------------- | -------------------- | ------------------------- | ------------------------- |
| 1958                        | Hilversum   | Alice Babs                       | «Lilla stjärna»                       | 4                    | 10                   | No va haver-hi semifinals | No va haver-hi semifinals |
| 1959                        | Canes       | Brita Borg                       | «Augustin»                            | 9                    | 4                    | No va haver-hi semifinals | No va haver-hi semifinals |
| 1960                        | Londres     | Siw Malmkvist                    | «Alla andra får varann»               | 10                   | 4                    | No va haver-hi semifinals | No va haver-hi semifinals |
| 1961                        | Canes       | Lill-Babs                        | «April, april»                        | 14                   | 2                    | No va haver-hi semifinals | No va haver-hi semifinals |
| 1962                        | Luxemburg   | Inger Berggren                   | «Sol Och Vår»                         | 7                    | 4                    | No va haver-hi semifinals | No va haver-hi semifinals |
| 1963                        | Londres     | Monica Zetterlund                | «En gång i Stockholm»                 | 13                   | 0                    | No va haver-hi semifinals | No va haver-hi semifinals |
| No hi va participar el 1964 |             |                                  |                                       |                      |                      |                           |                           |
| 1965                        | Nàpols      | Ingvar Wixell                    | «Absent friend»                       | 10                   | 6                    | No va haver-hi semifinals | No va haver-hi semifinals |
| 1966                        | Luxemburg   | Lill Lindfors i Svante Thuresson | «Nygammal vals»                       | 2                    | 16                   | No va haver-hi semifinals | No va haver-hi semifinals |
| 1967                        | Viena       | Östen Warnerbring                | «Som en dröm»                         | 8                    | 7                    | No va haver-hi semifinals | No va haver-hi semifinals |
| 1968                        | Londres     | Claes-Göran Hederström           | «Det börjar verka kärlek, banne mej»  | 5                    | 15                   | No va haver-hi semifinals | No va haver-hi semifinals |
| 1969                        | Madrid      | Tommy Körberg                    | «Judy min vän»                        | 9                    | 8                    | No va haver-hi semifinals | No va haver-hi semifinals |
| No hi va participar el 1970 |             |                                  |                                       |                      |                      |                           |                           |
| 1971                        | Dublín      | Family Four                      | «Vita vidder»                         | 6                    | 85                   | No va haver-hi semifinals | No va haver-hi semifinals |
| 1972                        | Edimburg    | Family Four                      | «Härliga sommardag»                   | 13                   | 75                   | No va haver-hi semifinals | No va haver-hi semifinals |
| 1973                        | Luxemburg   | The Nova                         | «You're Summer»                       | 5                    | 94                   | No va haver-hi semifinals | No va haver-hi semifinals |
| 1974                        | Brighton    | ABBA                             | «Waterloo»                            | 1                    | 24                   | No va haver-hi semifinals | No va haver-hi semifinals |
| 1975                        | Estocolm    | Lars Berghagen                   | «Jennie, Jennie»                      | 8                    | 72                   | No va haver-hi semifinals | No va haver-hi semifinals |
| No hi va participar el 1976 |             |                                  |                                       |                      |                      |                           |                           |
| 1977                        | Londres     | Forbes                           | «Beatles»                             | 18                   | 2                    | No va haver-hi semifinals | No va haver-hi semifinals |
| 1978                        | París       | Björn Skifs                      | «Det Blir Alltid Värre Framåt Natten» | 14                   | 26                   | No va haver-hi semifinals | No va haver-hi semifinals |
| 1979                        | Jerusalem   | Ted Gärdestad                    | «Satellit»                            | 17                   | 8                    | No va haver-hi semifinals | No va haver-hi semifinals |
| 1980                        | La Haia     | Tomas Ledin                      | «Just nu!»                            | 10                   | 47                   | No va haver-hi semifinals | No va haver-hi semifinals |
| 1981                        | Dublín      | Björn Skifs                      | «Fångad I En Dröm»                    | 10                   | 50                   | No va haver-hi semifinals | No va haver-hi semifinals |
| 1982                        | Harrogate   | Chips                            | «Dag Efter Dag»                       | 8                    | 67                   | No va haver-hi semifinals | No va haver-hi semifinals |
| 1983                        | Múnic       | Carola                           | «Främling»                            | 3                    | 126                  | No va haver-hi semifinals | No va haver-hi semifinals |
| 1984                        | Luxemburg   | Herreys                          | «Diggi-Loo Diggi-Ley»                 | 1                    | 145                  | No va haver-hi semifinals | No va haver-hi semifinals |
| 1985                        | Göteborg    | Kikki Danielsson                 | «Bra vibrationer»                     | 3                    | 103                  | No va haver-hi semifinals | No va haver-hi semifinals |
| 1986                        | Bergen      | Monica Törnell & Lasse Holm      | «E' de' det här du kallar kärlek?»    | 5                    | 78                   | No va haver-hi semifinals | No va haver-hi semifinals |
| 1987                        | Brussel·les | Lotta Engberg                    | «Boogaloo»                            | 12                   | 50                   | No va haver-hi semifinals | No va haver-hi semifinals |
| 1988                        | Dublín      | Tommy Körberg                    | «Stad I Ljus»                         | 12                   | 52                   | No va haver-hi semifinals | No va haver-hi semifinals |
| 1989                        | Lausana     | Tommy Nilsson                    | «En Dag»                              | 4                    | 110                  | No va haver-hi semifinals | No va haver-hi semifinals |
| 1990                        | Zagreb      | Edin-Ådahl                       | «Som En Vind»                         | 16                   | 24                   | No va haver-hi semifinals | No va haver-hi semifinals |
| 1991                        | Roma        | Carola                           | «Fångad av en stormvind»              | 1                    | 146                  | No va haver-hi semifinals | No va haver-hi semifinals |
| 1992                        | Malmö       | Christer Björkman                | «I Morgon är En Annan Dag»            | 22                   | 9                    | No va haver-hi semifinals | No va haver-hi semifinals |
| 1993                        | Millstreet  | Arvingarna                       | «Eloïse»                              | 7                    | 89                   | No va haver-hi semifinals | No va haver-hi semifinals |
| 1994                        | Dublín      | Marie Bergman i Roger Pontare    | «Stjärnorna»                          | 13                   | 48                   | No va haver-hi semifinals | No va haver-hi semifinals |
| 1995                        | Dublín      | Jan Johansen                     | «Se på mig»                           | 3                    | 100                  | No va haver-hi semifinals | No va haver-hi semifinals |
| 1996                        | Oslo        | One More Time                    | «Den vilda»                           | 3                    | 100                  | 1                         | 227                       |
| 1997                        | Dublín      | Blond                            | «Bara Hon älskar Mig»                 | 14                   | 36                   | No va haver-hi semifinals | No va haver-hi semifinals |
| 1998                        | Birmingham  | Jill Johnson                     | «Kärleken är»                         | 10                   | 53                   | No va haver-hi semifinals | No va haver-hi semifinals |
| 1999                        | Jerusalem   | Charlotte Nilsson                | «Take me to your heaven»              | 1                    | 163                  | No va haver-hi semifinals | No va haver-hi semifinals |
| 2000                        | Estocolm    | Roger Pontare                    | «When spirits are calling my name»    | 7                    | 88                   | No va haver-hi semifinals | No va haver-hi semifinals |
| 2001                        | Copenhaguen | Friends                          | «Listen to your heartbeat»            | 5                    | 100                  | No va haver-hi semifinals | No va haver-hi semifinals |
| 2002                        | Tallinn     | Afro-dite                        | «Never let it go»                     | 8                    | 72                   | No va haver-hi semifinals | No va haver-hi semifinals |
| 2003                        | Riga        | Fame                             | «Give me your love»                   | 5                    | 107                  | No va haver-hi semifinals | No va haver-hi semifinals |
| 2004                        | Istanbul    | Lena Philipsson                  | «It Hurts»                            | 5                    | 170                  | Top 11 de l'any anterior  | Top 11 de l'any anterior  |
| 2005                        | Kíev        | Martin Stenmarck                 | «Las Vegas»                           | 19                   | 30                   | Top 12 d'any anterior     | Top 12 d'any anterior     |
| 2006                        | Atenes      | Carola                           | «Invincible»                          | 5                    | 170                  | 4                         | 214                       |
| 2007                        | Hèlsinki    | The Ark                          | «The worrying kind»                   | 18                   | 51                   | Top 10 de l'any anterior  | Top 10 de l'any anterior  |
| 2008                        | Belgrad     | Charlotte Perrelli               | «Hero»                                | 18                   | 47                   | 12                        | 54                        |
| 2009                        | Moscou      | Malena Ernman                    | «La Voix»                             | 21                   | 33                   | 4                         | 105                       |
| 2010                        | Oslo        | Anna Bergendahl                  | «This is my life»                     | No es va classificar | No es va classificar | 11                        | 62                        |
| 2011                        | Düsseldorf  | Eric Saade                       | «Popular»                             | 3                    | 185                  | 1                         | 155                       |
| 2012                        | Bakú        | Loreen                           | «Euphoria»                            | 1                    | 372                  | 1                         | 181                       |
| 2013                        | Malmö       | Robin Stjernberg                 | «You»                                 | 14                   | 62                   | País amfitrió             | País amfitrió             |
| 2014                        | Copenhaguen | Sanna Nielsen                    | «Undo»                                | 3                    | 218                  | 2                         | 131                       |
| 2015                        | Viena       | Måns Zelmerlöw                   | «Heroes»                              | 1                    | 365                  | 1                         | 217                       |
| 2016                        | Estocolm    | Frans                            | «If I Were Sorry»                     | 5                    | 261                  | País amfitrió             | País amfitrió             |
| 2017                        | Kíev        | Robin Bengtsson                  | «I Can't Go On»                       | 5                    | 344                  | 3                         | 227                       |
| 2018                        | Lisboa      | Benjamin Ingrosso                | «Dance You Off»                       | 7                    | 274                  | 2                         | 254                       |
| 2019                        | Tel-Aviv    | John Lundvik                     | «Too Late for Love»                   | 5                    | 334                  | 3                         | 238                       |
| 2020                        | Rotterdam   | The Mamas                        | «Move»                                | Festival cancel·lat  | Festival cancel·lat  | Festival cancel·lat       | Festival cancel·lat       |
| 2021                        | Rotterdam   | Tusse                            | «Voices»                              | 14                   | 109                  | 7                         | 142                       |
| 2022                        | Torí        | Cornelia Jakobs                  | «Hold me closer»                      | 4                    | 438                  | 1                         | 396                       |
| 2023                        | Liverpool   | Loreen                           | «Tattoo»                              | 1                    | 583                  | 2                         | 135                       |
| 2024                        | Malmö       | Marcus & Martinus                | «Unforgettable»                       | 9                    | 174                  | País amfitrió             | País amfitrió             |
| 2025                        | Basilea     | KAJ                              | «Bara bada bastu»                     | 4                    | 321                  | 4                         | 118                       |
| 2026                        | Àustria     |                                  |                                       |                      |                      |                           |                           |

## Festivals organitzats a Suècia
| Edició                                | Ciutat seu | Localització     | Presentandors                         |
| ------------------------------------- | ---------- | ---------------- | ------------------------------------- |
| Festival de la Cançó d'Eurovisió 1975 | Estocolm   | Stockholmsmässan | Karin Falck                           |
| Festival de la Cançó d'Eurovisió 1985 | Göteborg   | Scandinavium     | Lill Lindfors                         |
| Festival de la Cançó d'Eurovisió 1992 | Malmö      | Malmömässan      | Lydia Cappolicchio i Harald Treutiger |
| Festival de la Cançó d'Eurovisió 2000 | Estocolm   | Globen Arena     | Kattis Ahlström i Anders Lundin       |
| Festival de la Cançó d'Eurovisió 2013 | Malmö      | Malmö Arena      | Petra Mede                            |
| Festival de la Cançó d'Eurovisió 2016 | Estocolm   | Globen Arena     | Petra Mede i Måns Zelmerlöw           |
| Festival de la Cançó d'Eurovisió 2024 | Malmö      | Malmö Arena      | Petra Mede i Malin Åkerman            |

## Anècdotes de Suècia en el Festival d'Eurovisió
- 1963: Suècia queda per primera vegada en últim lloc igual que Noruega, Finlàndia i Països Baixos.
- 1966: Suècia queda segona per primera vegada.
- 1970: Suècia no assisteix al festival en protesta per l'empat quàdruple produït en l'edició anterior entre Espanya, Països Baixos, França i Regne Unit. Com que encara no existeixen normes contra un empat, són declarats guanyadors els quatre.
- 1974: Suècia guanya per primera vegada amb el grup ABBA, el qual més tard tindrà èxits i serà la millor representació d'Eurovisió.
- 1976: Suècia no assisteix al festival a causa de la falta de recursos (per haver organitzat l'edició anterior) i a les protestes generades contra l'esdeveniment.
- 1977: Suècia obté l'última posició amb només dos punts.
- 1983: Suècia obté per primera vegada un tercer lloc.
- 1984: Suècia torna a guanyar amb el grup Herreys.
- 1985: Suècia torna a quedar en tercer lloc i la presentadora sueca del festival Lill Lindfors simula una caiguda on perd la seva roba però és per posar-se el seu nou vestit.
- 1991: Suècia guanya amb Carola el festival per la mínima diferència amb el 2n lloc en la història del festival, empatant amb França.
- 1995 i 1996: Suècia obté un tercer lloc i curiosament tant en un festival com en l'altre obté 100 punts.
- 1999: Suècia guanya el festival amb Charlotte Nilsson.
- 2001: Les representants sueques són acusades de plagi d'una cançó belga d'un anterior festival.
- 2005: Suècia obté una de les seves majors patacades en la història del festival, ja de després d'anys en el top 10 obté un 19è lloc.
- 2006: Carola torna a representar Suècia i aconsegueix un 5è lloc.
- 2010: Suècia per primera vegada no avança cap a la final.
- 2011: Eric Saade aconsegueix el tercer lloc amb la quarta major puntuació per a Suècia en la història amb 185 punts, a més de la primera victòria per a Suècia en una semifinal.
- 2012: Loreen aconsegueix el cinquè títol per a Suècia i la 2a millor puntuació de la història del Festival amb 372 punts, així com el nombre més gran de màximes puntuacions, amb 18. També obté la segona victòria en una semifinal per a Suècia consecutivament, aquesta és la major quantitat de punts obtinguts pel país en la història fins al moment.
- 2014: Sanna Nielsen aconsegueix el tercer lloc en la final amb la tercera puntuació més alta que ha obtingut Suècia, amb 218 punts, a més de ser segona en la seva semifinal.
- 2015: Suècia guanya Eurovisió per sisena ocasió amb 365 punts, convertint-se en el primer país que guanya amb més de 300 punts dues vegades (al 2012 ho va fer amb 372). A més, és el país amb menys espai de temps entre dues victòries, amb només tres anys des de la seva última victòria. Aquesta és la segona puntuació més alta per al país en una final i la major puntuació en una semifinal en la història de qualsevol país amb 217 punts, Suècia va ser declarat com el país més reeixit d'Eurovisió doncs, malgrat estar a una victòria darrere d'Irlanda es va convertir en el país que acumula més punts sumant totes les edicions del festival.
- 2023: Suècia guanya Eurovisió per setè cop, amb la màxima puntuació del país fins al moment. És la segona ocasió en què Loreen, la seva representant, guanya el festival, i aconsegueixen empatar amb Irlanda pel nombre més gran de victòries.

## Votació de Suècia
Fins a 2019, la votació de Suècia ha estat:
| Més punts atorgats només en la gran final | Més punts atorgats només en la gran final | Més punts atorgats només en la gran final |
| Pos.                                      | País                                      | Punts                                     |
| ----------------------------------------- | ----------------------------------------- | ----------------------------------------- |
| 1                                         | Irlanda                                   | 227                                       |
| 2                                         | Noruega                                   | 226                                       |
| 3                                         | Dinamarca                                 | 214                                       |
| 4                                         | Regne Unit                                | 168                                       |
| 5                                         | Alemanya                                  | 150                                       |

| Més punts atorgats en semifinals i final | Més punts atorgats en semifinals i final | Més punts atorgats en semifinals i final |
| Pos.                                     | País                                     | Punts                                    |
| ---------------------------------------- | ---------------------------------------- | ---------------------------------------- |
| 1                                        | Dinamarca                                | 307                                      |
| 2                                        | Noruega                                  | 301                                      |
| 3                                        | Irlanda                                  | 244                                      |
| 4                                        | Finlàndia                                | 194                                      |
| 5                                        | Islàndia                                 | 190                                      |

| Més punts rebuts només en la final | Més punts rebuts només en la final | Més punts rebuts només en la final |
| Pos.                               | País                               | Punts                              |
| ---------------------------------- | ---------------------------------- | ---------------------------------- |
| 1                                  | Noruega                            | 363                                |
| 2                                  | Dinamarca                          | 349                                |
| 3                                  | Finlàndia                          | 283                                |
| 4                                  | Regne Unit                         | 224                                |
| 5                                  | Islàndia                           | 220                                |

| Més punts rebuts en semifinals i final | Més punts rebuts en semifinals i final | Més punts rebuts en semifinals i final |
| Pos.                                   | País                                   | Punts                                  |
| -------------------------------------- | -------------------------------------- | -------------------------------------- |
| 1                                      | Noruega                                | 453                                    |
| 2                                      | Dinamarca                              | 449                                    |
| 3                                      | Finlàndia                              | 322                                    |
| 4                                      | Islàndia                               | 288                                    |
| 5                                      | Regne Unit                             | 278                                    |

## 12 punts
- Suècia ha donat 12 punts a:

### Final (1975 - 2003)
| Any                         | País                        | Any  | País       | Any  | País      | Any  | País       | Any  | País      |
| --------------------------- | --------------------------- | ---- | ---------- | ---- | --------- | ---- | ---------- | ---- | --------- |
| 1975                        | Països Baixos               | 1981 | Alemanya   | 1987 | Irlanda   | 1993 | Irlanda    | 1999 | Islàndia  |
| No hi va participar el 1976 | No hi va participar el 1976 | 1982 | Iugoslàvia | 1988 | Suïssa    | 1994 | Hongria    | 2000 | Dinamarca |
| 1977                        | Irlanda                     | 1983 | Regne Unit | 1989 | Dinamarca | 1995 | Dinamarca  | 2001 | Grècia    |
| 1978                        | Mònaco                      | 1984 | Irlanda    | 1990 | Irlanda   | 1996 | Estònia    | 2002 | Estònia   |
| 1979                        | Israel                      | 1985 | Noruega    | 1991 | Malta     | 1997 | Regne Unit | 2003 | Noruega   |
| 1980                        | Irlanda                     | 1986 | Suïssa     | 1992 | Malta     | 1998 | Noruega    |      |           |

| Any  | País                | Any  | País          |
| ---- | ------------------- | ---- | ------------- |
| 2004 | Sèrbia i Montenegro | 2010 | Dinamarca     |
| 2005 | Dinamarca           | 2011 | Dinamarca     |
| 2006 | Finlàndia           | 2012 | Estònia       |
| 2007 | Islàndia            | 2013 | Dinamarca     |
| 2008 | Dinamarca           | 2014 | Països Baixos |
| 2009 | Islàndia            | 2015 | Noruega       |

| Any  | Jurat     | Televot              |
| ---- | --------- | -------------------- |
| 2016 | Rússia    | Bòsnia i Hercegovina |
| 2017 | Austràlia | Portugal             |
| 2018 | Noruega   | Dinamarca            |
| 2019 | Suïssa    | Noruega              |
| 2021 | Malta     | Noruega              |
| 2022 | Austràlia | Finlàndia            |

| Any  | País      |
| ---- | --------- |
| 2023 | Finlàndia |

| Any  | País                | Any  | País      |
| ---- | ------------------- | ---- | --------- |
| 2004 | Sèrbia i Montenegro | 2010 | Alemanya  |
| 2005 | Grècia              | 2011 | Irlanda   |
| 2006 | Finlàndia           | 2012 | Xipre     |
| 2007 | Finlàndia           | 2013 | Noruega   |
| 2008 | Noruega             | 2014 | Àustria   |
| 2009 | Noruega             | 2015 | Austràlia |

| Any  | Jurat         | Televot   |
| ---- | ------------- | --------- |
| 2016 | Austràlia     | Austràlia |
| 2017 | Portugal      | Bèlgica   |
| 2018 | Xipre         | Dinamarca |
| 2019 | Països Baixos | Noruega   |
| 2021 | Malta         | Finlàndia |
| 2022 | Espanya       | Ucraïna   |
| 2023 | Finlàndia     | Finlàndia |

## Galeria d'imatges

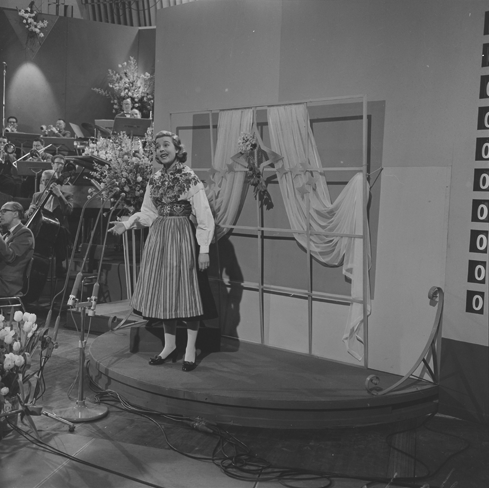
Alice Babs a Hilversum (1958)
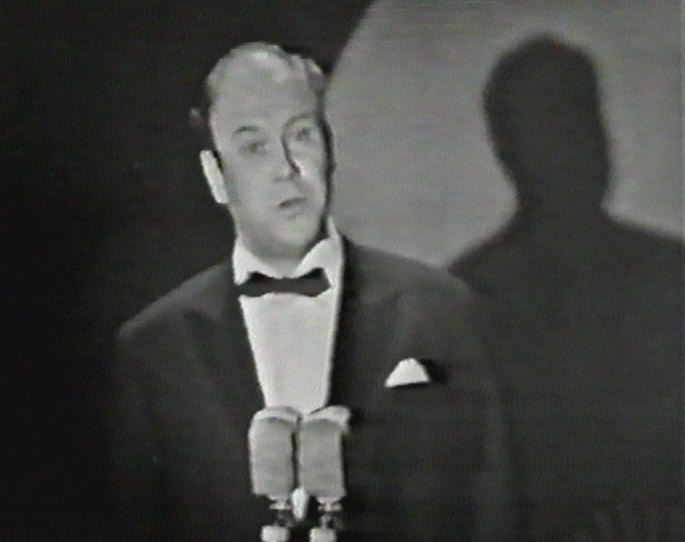
Ingvar Wixell a Nàpols (1965)
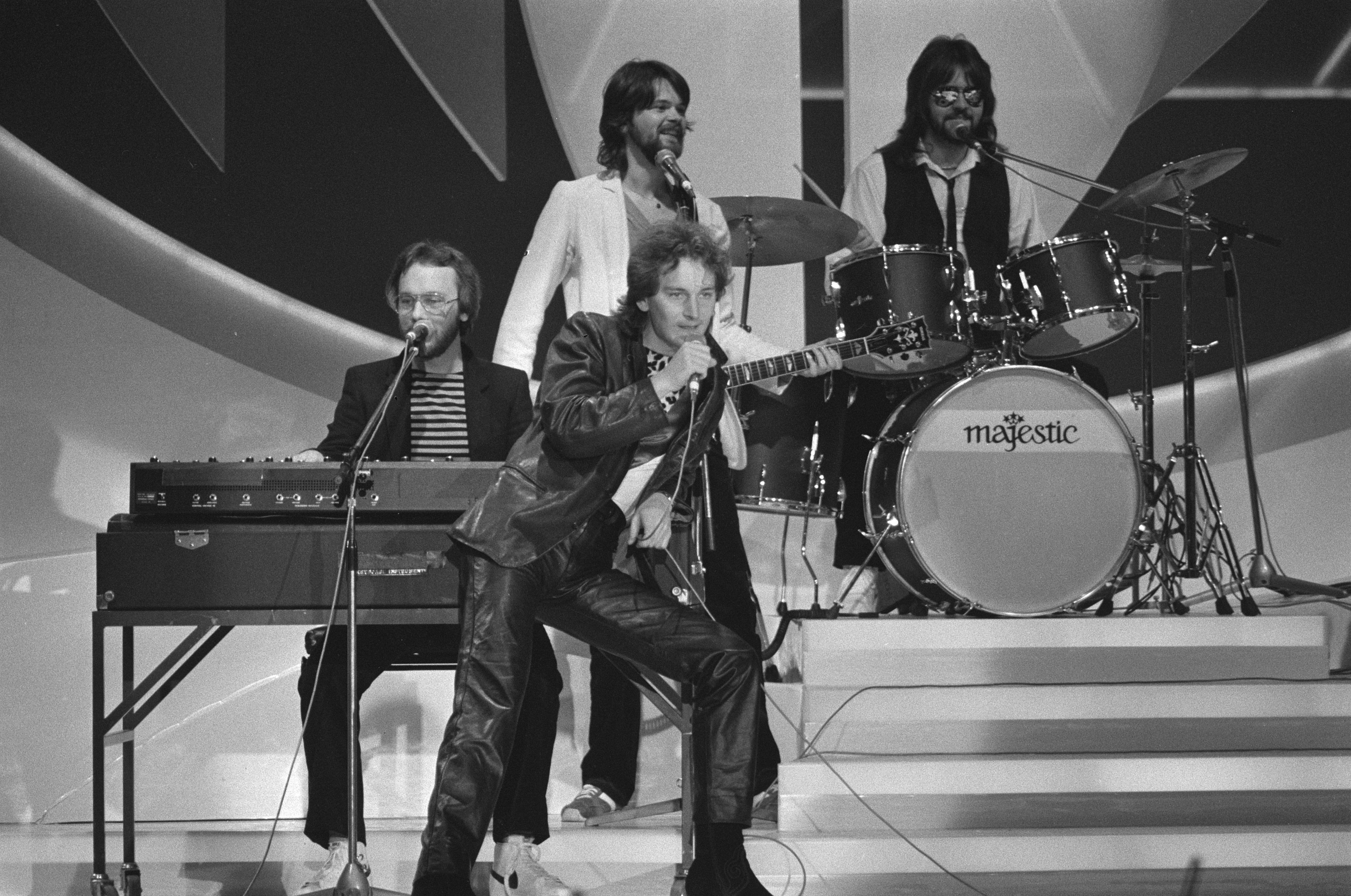
Tomas Ledin a La Haia (1980)
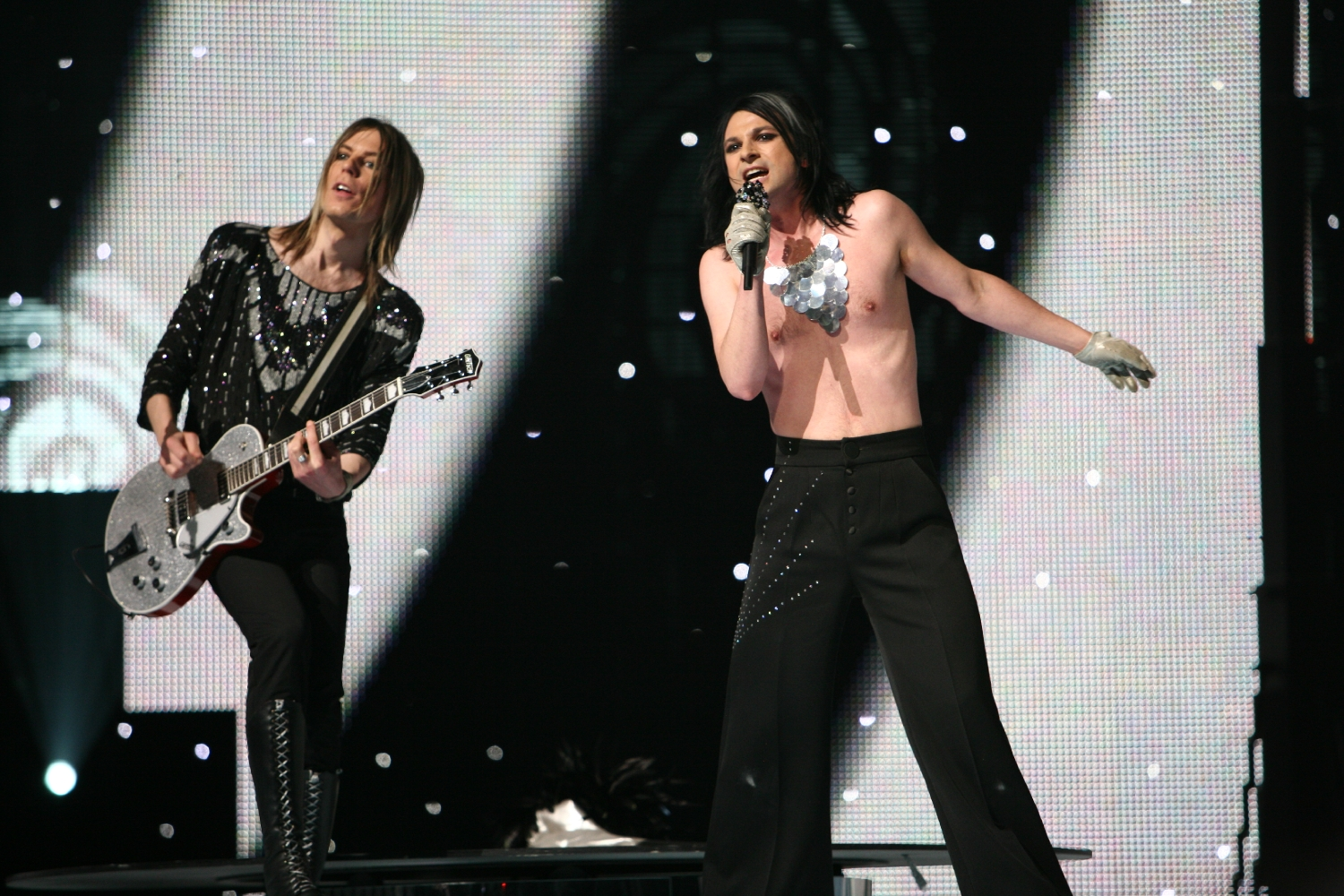
The Ark a Hèlsinki (2007)
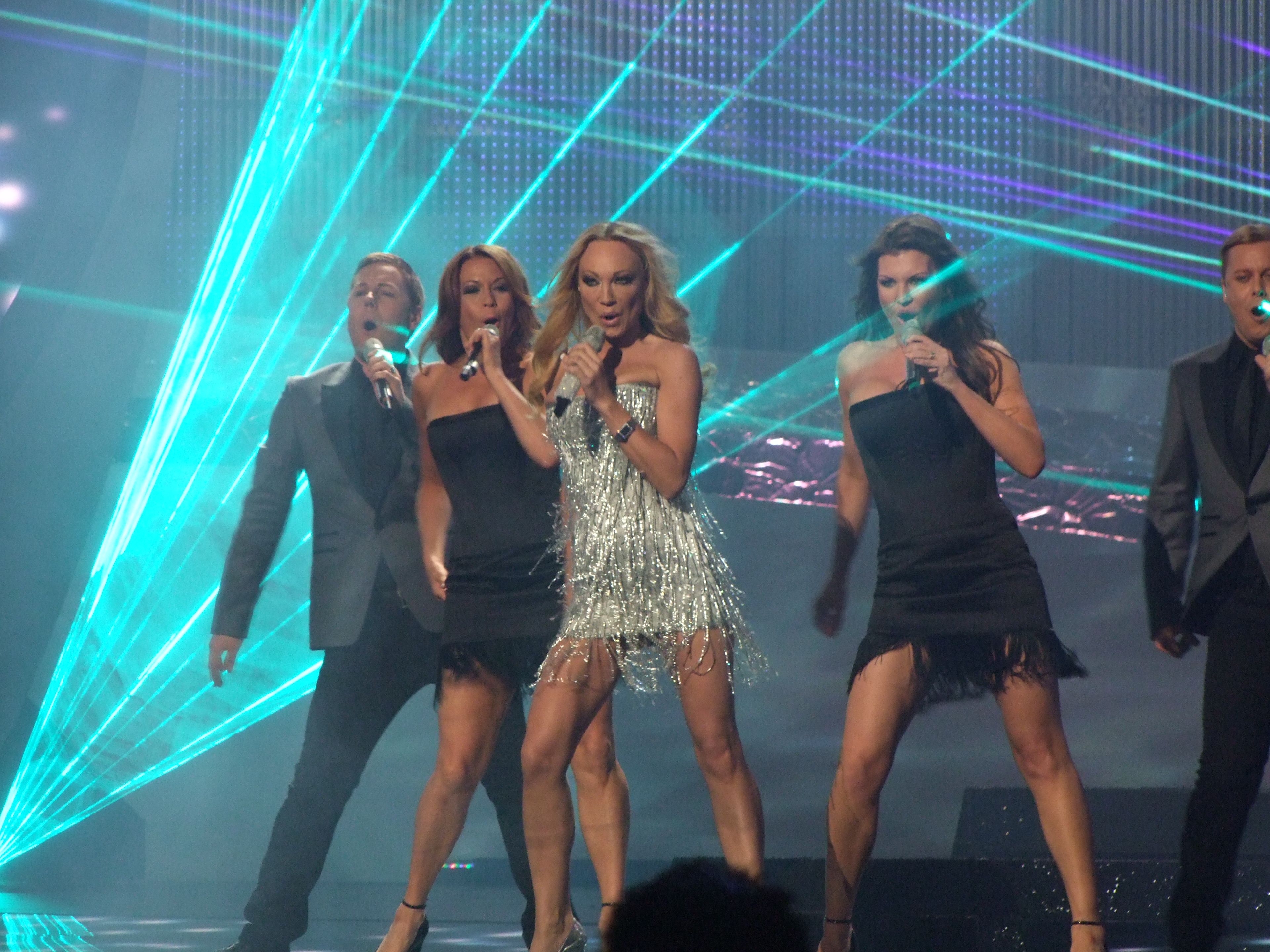
Charlotte Perrelli a Belgrad (2008)
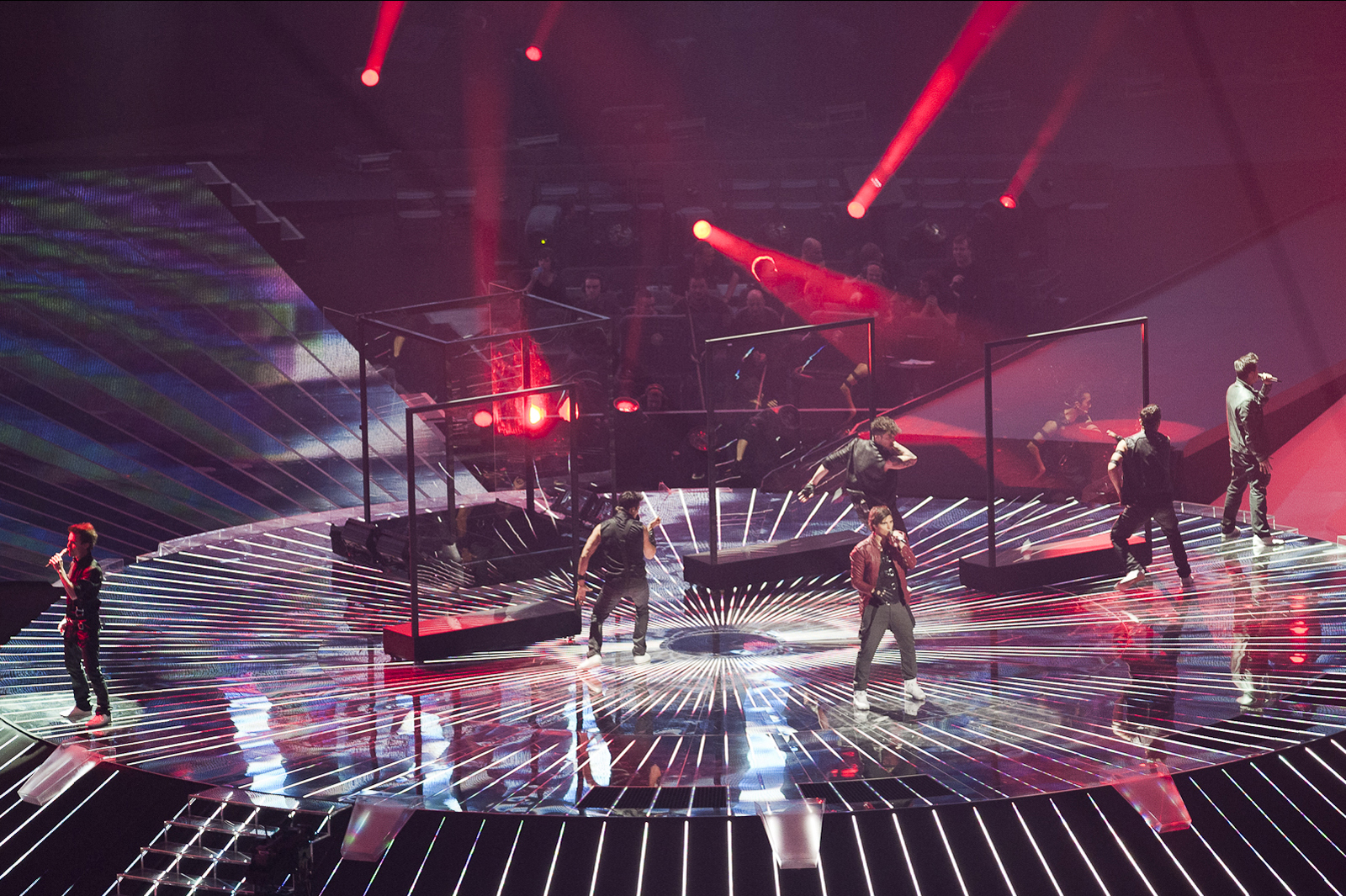
Eric Saade i el seu tema «Popular» (2011)
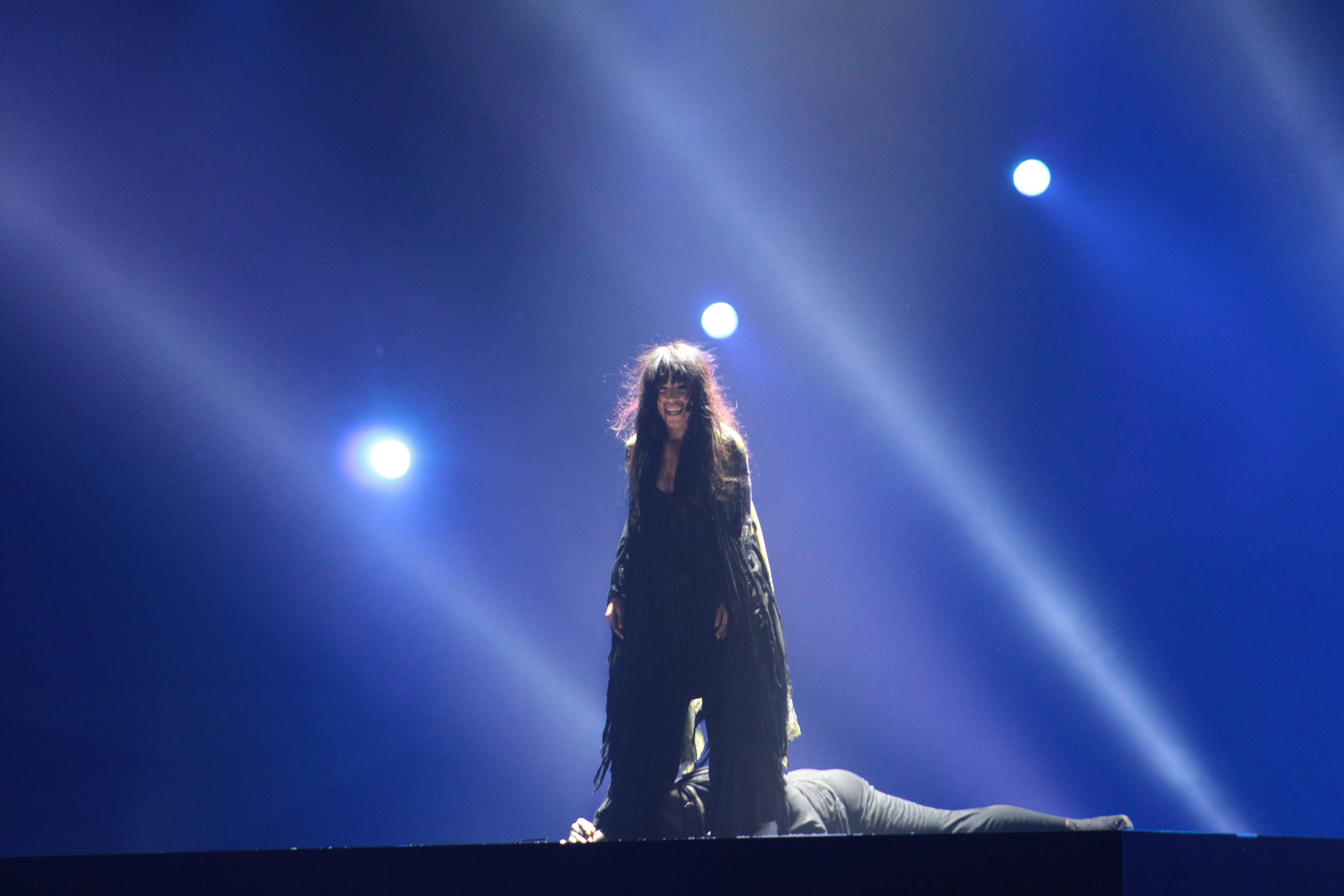
Loreen aconseguí amb «Euphoria» la cinquena victòria per a Suècia a Bakú (2012)
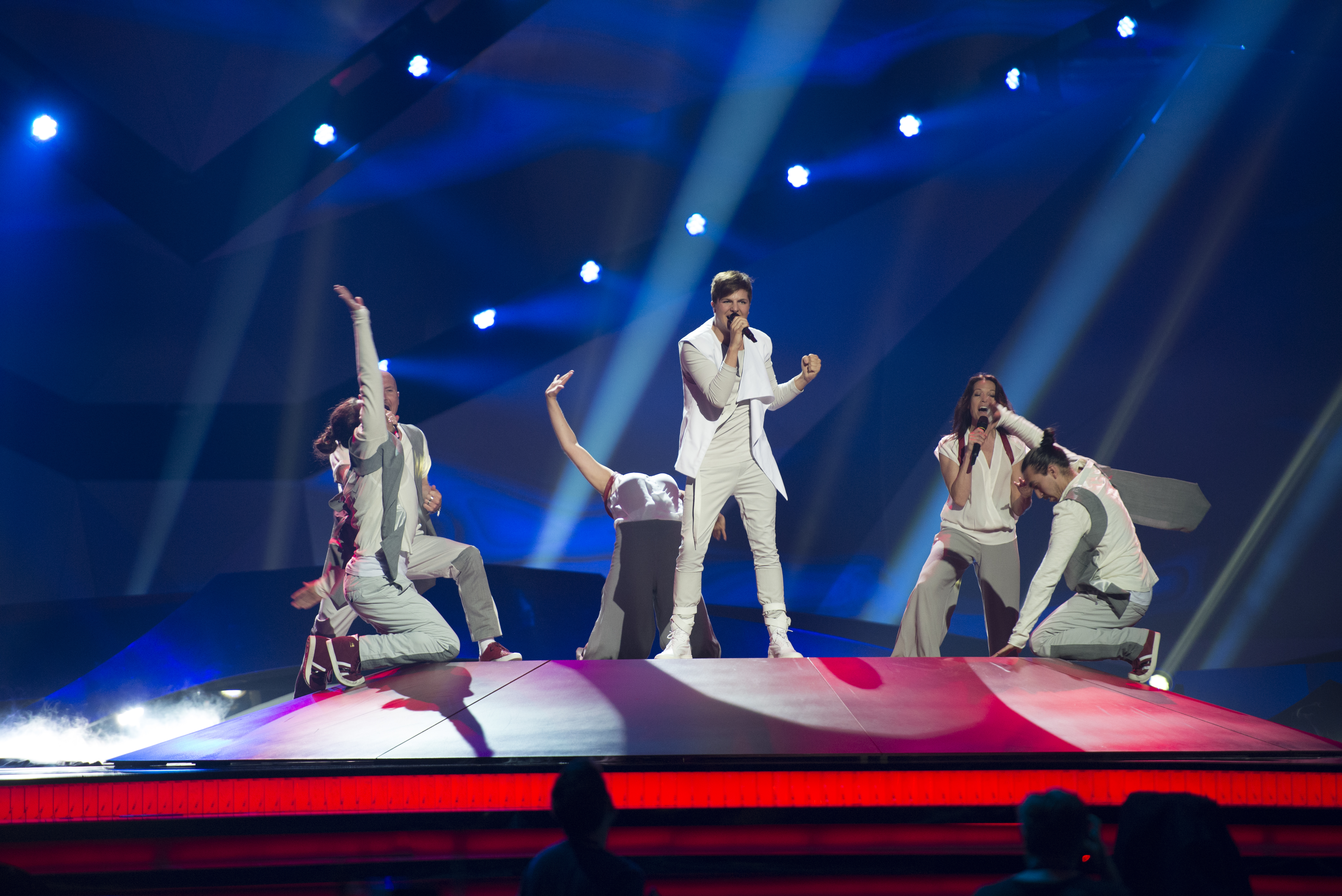
Robin Stjernberg a Malmö (2013)
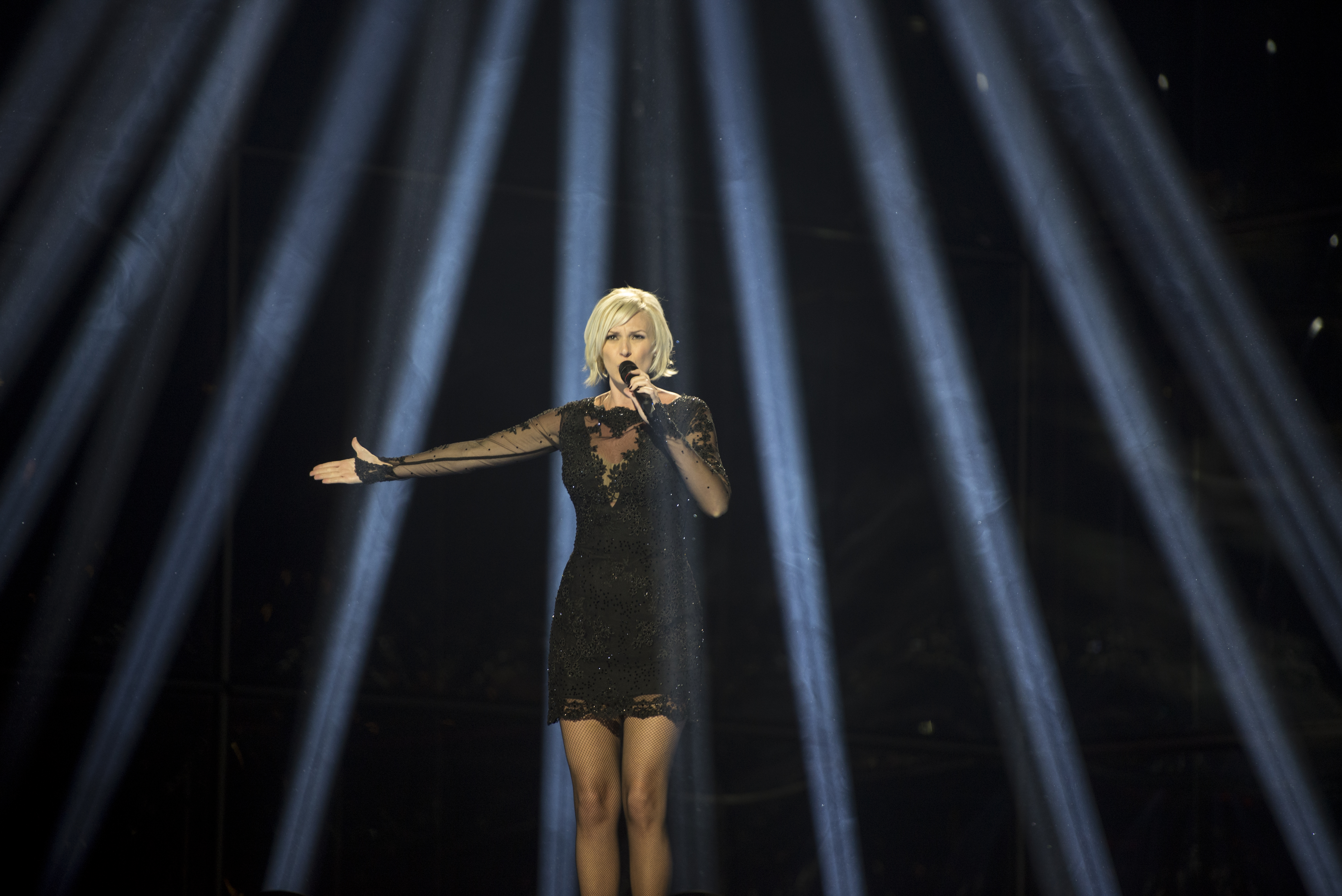
Sanna Nielsen a Copenhaguen (2014)
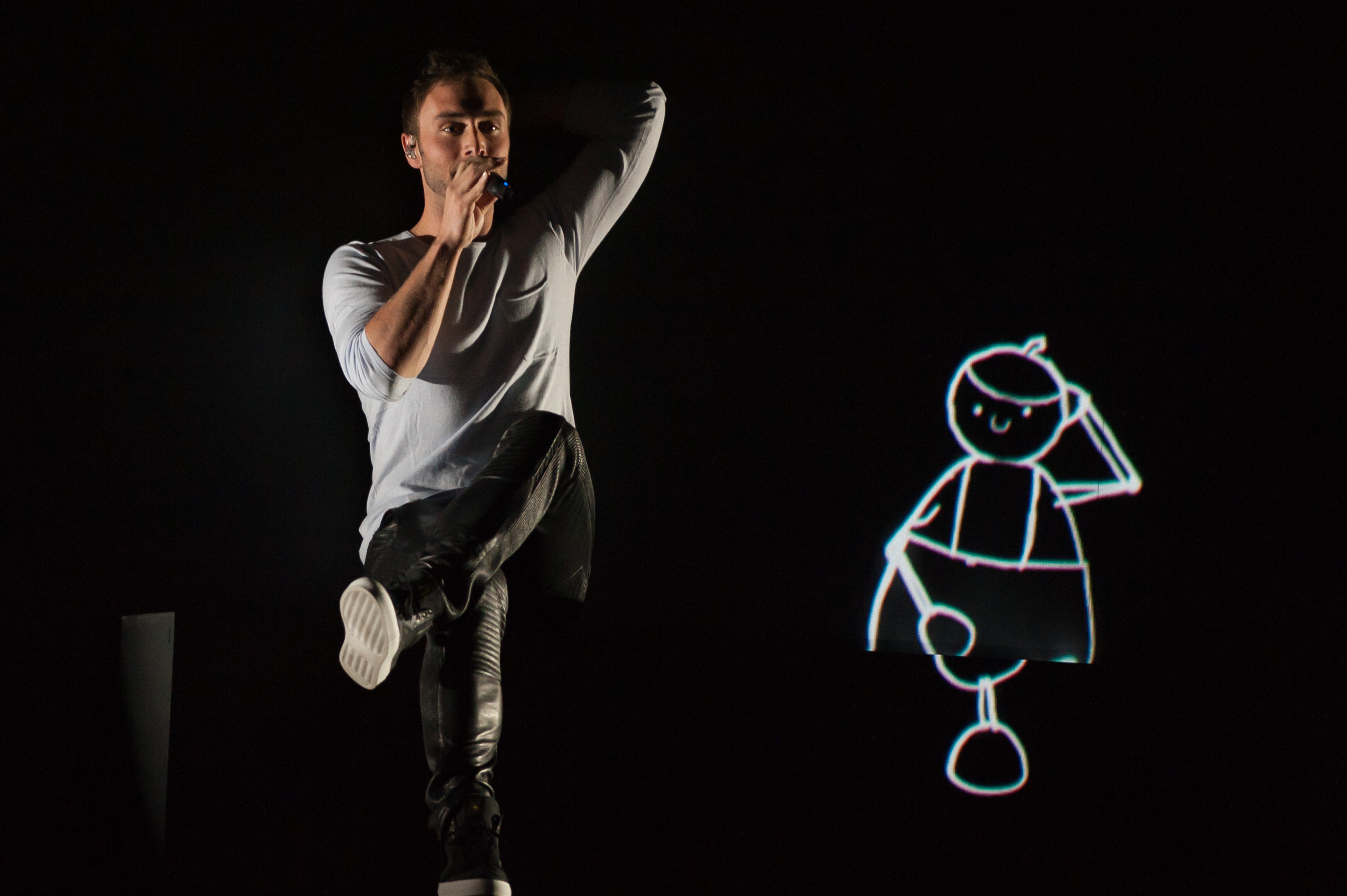
Måns Zelmerlöw aconseguí a Viena la sisena victòria sueca al Festival (2015)
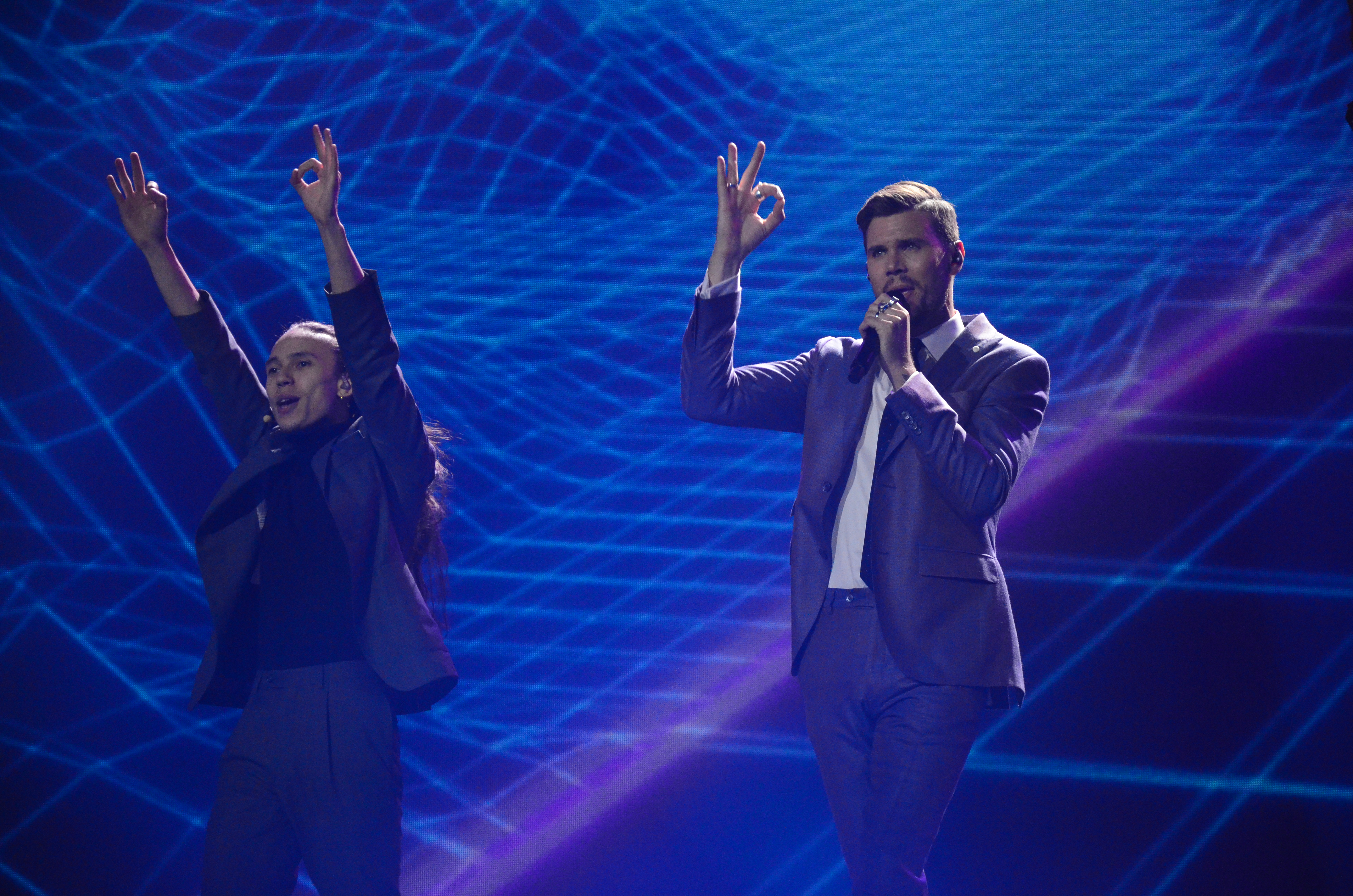
Robin Bengtsson a Kíev (2017)
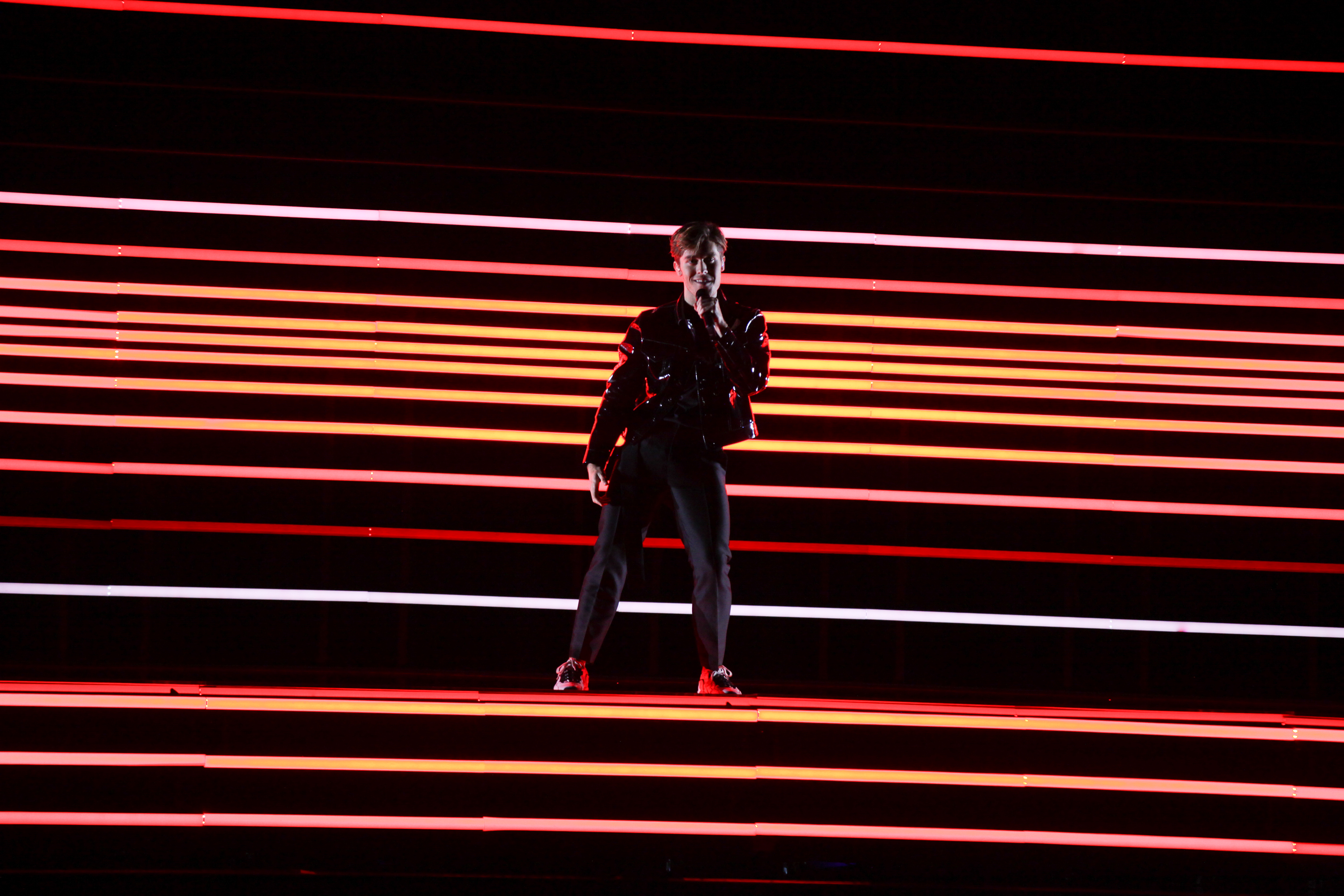
Benjamin Ingrosso a Lisboa (2018)
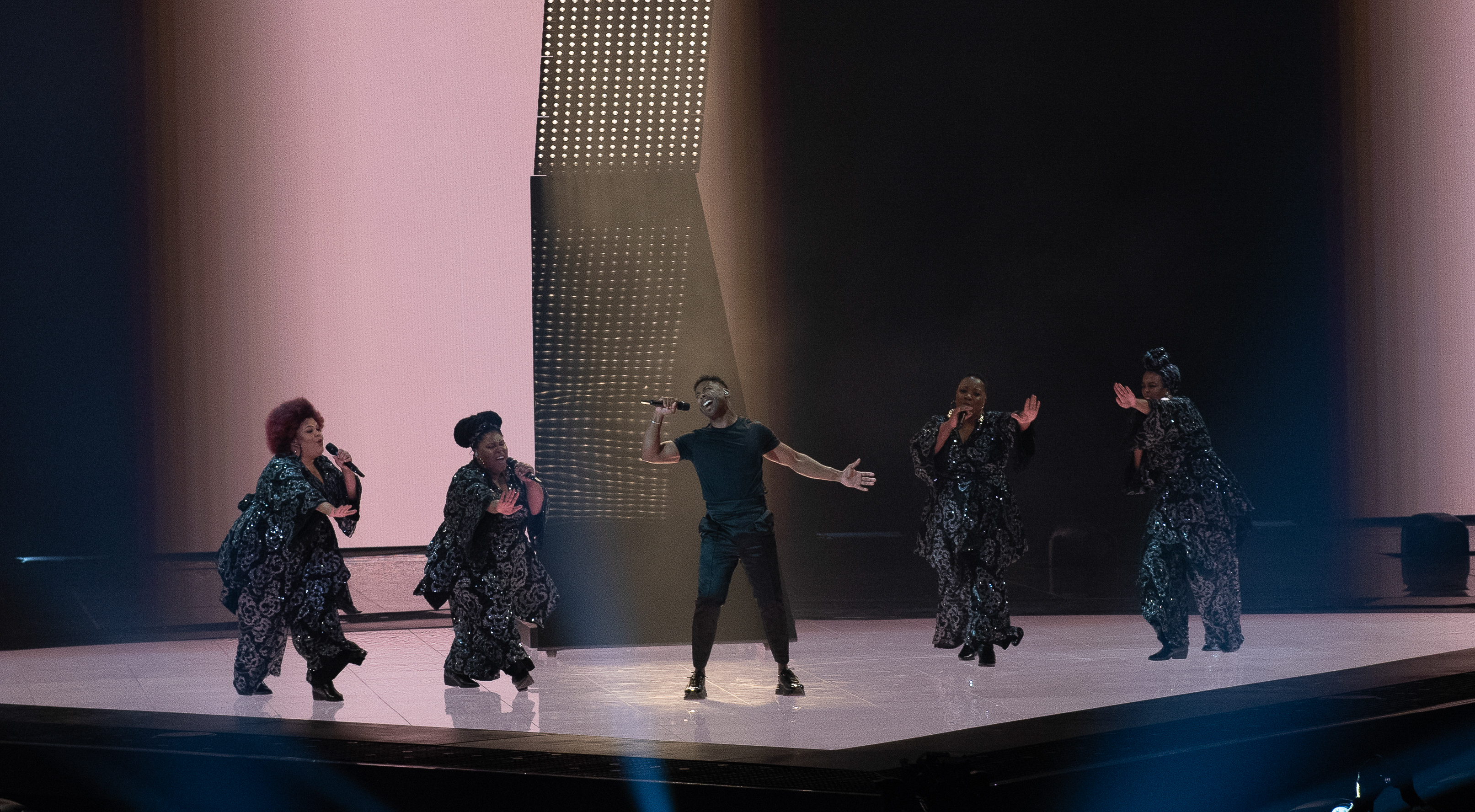
John Lundvik a Tel-Aviv (2019)